# 大前研一
大前 研一（おおまえ けんいち、1943年2月21日 - ）は、日本の経営コンサルタント、起業家。
マサチューセッツ工科大学博士。マッキンゼー日本支社長を経て、カリフォルニア大学ロサンゼルス校公共政策大学院教授やスタンフォード大学経営大学院客員教授を歴任。
現在、ビジネス・ブレークスルー大学学長、韓国梨花女子大学国際大学院名誉教授、高麗大学名誉客員教授、（株）大前・アンド・アソシエーツ創業者兼取締役、株式会社ビジネス・ブレークスルー代表取締役社長等を務める。
「ボーダレス経済学と地域国家論」提唱者。

## 略歴
福岡県若松市（現北九州市若松区）出身。父・忠男は長崎県対馬の漁師の家に生まれた三男で、博多の百貨店に勤めていた時に陸軍に召集された陸軍大尉。
第二次世界大戦中は山口県富田に疎開し、大阪府の親類の家に身を寄せた。1951年に母の出身地である神奈川県横浜市神奈川区反町に移り住んだ。1958年、横浜市立栗田谷中学校卒業。1961年、神奈川県立横浜翠嵐高等学校卒業。1965年、早稲田大学理工学部卒業。1967年、東京工業大学理工学研究科原子核工学専攻修士課程修了、修士号取得。1970年、マサチューセッツ工科大学原子力工学科大学院博士課程修了、博士号取得。同年マサチューセッツ工科大学電子光学研究所講師。同年日立製作所へ入社（原子力開発部技師）。
1972年には経営コンサルティング会社マッキンゼー・アンド・カンパニー入社。書きためたノートを『企業参謀 戦略的思考とはなにか』のタイトルで1975年に出版。マッキンゼー・アンド・カンパニーではディレクター、日本支社長、アジア太平洋地区会長を務めた。1987年の「「見えない税金」に怒れ」で第49回文藝春秋読者賞受賞。
1992年11月、新自由主義を標榜する市民団体「平成維新の会」を設立し、同会代表に就任。翌1993年、文藝春秋3月号で「新・薩長連合結成宣言」を発表。1994年、マッキンゼー・アンド・カンパニーを退職。知事連盟構想を掲げて1995年東京都知事選挙に立候補したが大きな支持は得られず供託金を没収される程の惨敗を喫する。同月の北海道知事選挙では、大前の構想に呼応した友人で登山家の三浦雄一郎が出馬したが落選した。また、同年7月23日に行われた第17回参議院議員通常選挙に、比例区から平成維新の会公認で大前、三浦を含めて10人が出馬したが全員落選した。平成維新の会は参院選惨敗後に事実上解散し、その後「一新塾」を主宰した（2003年1月より特定非営利活動法人化）。
1997年にカリフォルニア大学ロサンゼルス校公共政策大学院総長教授およびスタンフォード大学経営大学院客員教授に就任。1998年4月に教育関連事業会社「ビジネス・ブレークスルー」を設立し、2004年には構造改革特区制度により、株式会社運営による大学院大学「ビジネス・ブレークスルー大学院大学」を開校、2010年には大学化し、学長に就任した。自ら講義と学生指導を担当している。ビジネス・ブレークスルーは2005年12月に東京証券取引所マザーズに上場した。
2001年に石原慎太郎東京都知事（当時）に対し、ナローバンクのような店舗を持たない仮想銀行・ネット銀行構想を一般人の立場で持ちかけたことが切っ掛けとなり、2005年4月1日に新銀行東京が設立された。石原から事業案の依頼を受けていた大前は、自ら召集したマッキンゼーとの間でも何に融資するかを巡って意見が一致せず、自らはプロジェクトチームを下りた。
2011年3月の福島第一原子力発電所事故の際、爆発で吹き飛んだ建屋にテントを張ればよいと一般人の立場で政府（菅直人内閣）に進言、政府の勧告で東京電力は1号機にテント式の建屋カバーを設置した。原子炉格納容器の天蓋コンクリートが吹き飛んで、格納容器の黄色いドーム状の蓋が露出し、その点検口が開いて中の蒸気が噴出している3号機への設置は見送られた。1号機の建屋カバーを撤去する際、放射性物質の飛散で空間放射線量や汚染水の濃度は一時的に高まった。
同年10月28日、一般人の立場で「福島第一原子力発電所事故から何を学ぶか」をまとめ、細野豪志環境大臣兼原子力発電所事故収束・再発防止担当大臣に提出した。
2012年9月11日、東京電力株式会社の取締役会の諮問機関として新設された「原子力改革監視委員会」の委員に就任した。
梨花女子大学国際大学院名誉教授、高麗大学名誉客員教授も務める一方、中国遼寧省（2002年就任）経済顧問、重慶市経済顧問（2010年就任）および天津市経済顧問（2002年就任）、中国中央電視台顧問（2011年就任）、マハティール・ビン・モハマド参謀など、世界の大企業やアジア・太平洋における国家レベルの経営コンサルタントとしても活躍し、2006年に大連市名誉市民となる。

## 主張
- 移民政策を行うべきだと主張し[9]、1990年代前半より「グリーンカード制」導入を提案している[10]。母国の学校を優秀な成績で卒業した人や、きちんとした資格を持つ人を積極的に受け入れ、2年間無料で日本語、日本の社会習慣、法律を教育し、成績優秀者には永住と勤労を保証するというものである[10]。
- 道州制の導入を主張している[11]。市町村合併の延長ではなく、世界中に余っているお金を呼び込む単位、産業基盤を確立する単位として道州制が必要だと説いている[11]。
- 選択的夫婦別姓制度導入に賛同する。また、日本の戸籍制度について、社会的な不平等や差別を生むものとして撤廃するべきだとしている[12]。
- 18歳成人制の導入に肯定的な立場である[13]。例えば、「18歳以上を対象とするのは国民投票に限られるが、普通の選挙は20歳から」と言われれば、矛盾があると感じるのは当たり前。そうではなく、18歳で成人と定義し、自動車免許、飲酒、タバコなどを許可し、全ての選挙権を与えるとするべきと主張している[13]。
- 2008年、日本経済新聞上にて『これからは韓流。日本は韓国を見習え』と韓国経済を評価する主張をしていたが、6年後の2014年には『サムスン電子と心中か？ 韓国経済の暗雲』という表題でPRESIDENT紙上にて「サムスン電子がコケたら皆コケた」という韓国経済の脆弱性を批判している[14]。
- 北方領土は旧ソ連の“正式な戦利品”であり、「北方領土は日本固有の領土」という日本側の主張は史実を曲げていると主張している[15]。
- 民主主義が異常になってもアメリカ・マスメディア・アカデミアの3つが正常な状況に引き戻すことが出来たが、アメリカはトランプの登場により、マスメディアはネットの発達により情報の独占が不可能になったことにより、アカデミアはボーダーレス経済・サイバー経済に対応できず現実との乖離により退潮し、正常化のプロセスが働かなくなり、異常なリーダーが日常化し"正常"になってしまう傾向が世界的となり、その結果安倍政権やトルコのエルドアン等世界の独裁者達、そして異常なリーダーの権化であるトランプが政権を維持してしまうと主張している。[16]。
- 医療費抑制策として、救急車の有料化を主張している[17]。
- 地方議員はすべて無給のボランティアにすべきだと主張している[18]。
- 航空機が東京都心上空を通過するルートをとる、都心の飛行拡大案については、騒音などの問題をきちんと議論するという条件付きで、基本的賛成の立場をとっている[19]。
- アベノミクスに対しては20世紀型の経済政策だとし、批判的な立場をとっている[20]。2014年時点で、日本経済の根本的な問題は「低欲望社会」にあり、個人が1600兆円の金融資産、企業が320兆円の内部留保を持っているのに、それを全く使おうとせず、貸出金利が1％を下回っても借りる人がおらず、史上最低の1.56％の35年固定金利でも住宅ローンを申請する人が増えていないことが解決すべき問題だと主張している[20]。
- トマ・ピケティが2015年に「日本は格差が拡大している」と主張したことに対し、「たしかに相対的貧困率やジニ係数など日本で格差が拡大しているかのように見えるデータもあるが、日本で格差が拡大していることを示す現象はどこにもない」とし、「ピケティは日本に対して勉強不足」と批判している[21]。ピケティは日本に対し、「資産家の高所得層に高税を課し、資産を持たない若者や中低所得層の所得税を引き下げる累進課税にすべきだ」と指摘したが、大前は「日本は世界で“最も社会主義化した資本主義国”だと思う。だから資産家に対して累進課税で高税を課すべきだというピケティ教授の主張は、全く当てはまらないと考えている」としている[21]。
- アジアインフラ投資銀行 (AIIB) への参加行為は愚の骨頂であり検討する価値すらない、と主張している。AIIBは決して一部マスコミが解説している「欧米先進国の金融覇権に対する中国の挑戦」とか「豊富な中国マネーで途上国を潤すため」ではなく、あくまで中国国内の過剰状態である企業を海外に持っていくものであり、すでに世界銀行やアジア開発銀行が検討してやめているようなプロジェクトに手を出して大失敗する可能性が高いとしている[22]。
- 地熱発電に関して、日本に最も適した再生可能エネルギーであり、注力すべきと主張している[23]。
- カネボウ、東芝、オリンパス事件などの粉飾決算などの不祥事を指摘し、監査法人は最長でも5年で代えるというルールにすべきと主張している[24]。
- 首都高の地下化を提言している[25]。アメリカボストンで行われた「ビッグディッグ」と呼ばれる、高架の高速道路8-10車線を地下に埋め、市内と空港を結ぶ巨大海底トンネルも併せて完成させ、高架を撤去した跡地の空間に公園などを整備した大型プロジェクトに匹敵する規模のプロジェクトを推進すべきとしている[25]。
- 韓国に対しては、いくら日本を批判しても自国の改善にはつながらないことに思い至り、自分たちが真の先進国になるためにはどうすればよいか、冷静に考えられるようになるまで待つほうが良く、それまでは、韓国が何を言おうが無視して、韓国パッシングするスタンスが賢明であると主張している[26]。
- 日本にサマータイムを導入すべきだと主張している[27][28]。

## 人物
- 趣味はスキューバダイビング、スキー、オフロードバイク、スノーモービル、クラリネット[1]。
- 高校時代は不登校であまり学校へ通わなかったが吹奏楽部に入部していた。東京芸術大学への進学を希望していたが、親の反対を受け、音楽家への道を断念した。
- 「社長と社員の給料の差は、1000対1でいい」と発言している。
- 消費税に代わる付加価値税の導入を提唱している（付加価値税はイギリスにおける消費税であり、本質的には同じもの）。
- 大阪維新の会の橋下徹の個人的な助言などをしている。橋下徹が推進する発送電分離や道州制は大前研一の案である。また、大阪維新の会の命名は、橋下徹が大前の許可をもらって平成維新の会より名付けたものである。

## 家族・親族

### 大前家
- 父・忠男（元百貨店従業員、元陸軍大尉）

明治43年生まれ。長崎県対馬の漁師の三男として育つ。漁師を継いだ父の長兄は船の転覆で亡くなった。父・忠男は大倉高商（現東京経済大学）で経理を学んだ。そして博多の百貨店に勤めていた時に陸軍に召集され、ノモンハンに行った。大前によれば「親父がホワイトカラーながら陸軍大尉まで進んだのは、田舎育ちで身体が頑丈な上、漁師の経験がものを言って、ナイフの扱いから縄結びまで器用にこなし、サバイバル能力が高かったせいもあるだろう」という。
- 母[2]
- 姉・大前伶子[2]（エッセイスト）:昭和16年生まれ[2]。
- 妹
- 妻・ジャネット[1] オーボエ奏者・日本伝統楽器奏者。- 大前がマサチューセッツ工科大学留学中にオーケストラを通じて知り合った。
- 長男・創希（実業家・クリエイティブホープ社長）
- 次男・広樹（実業家・ユニティテクノロジーズジャパン社長）

## 著書

### 単著
- 『悪魔のサイクル 日本人の"よりかかり"的ものの見方・考え方』明文社 1973　のち新潮文庫
- 『企業参謀 戦略的思考とはなにか』ダイヤモンドータイム社 1975　のち講談社文庫
- 『続・企業参謀 戦略的経営計画の実際』ダイヤモンドータイム社 1977　のち講談社文庫
- 『マッキンゼー現代の経営戦略』編著 プレジデント社 1979
- 『加算混合の発想 硬直思考からどう脱するか』プレジデント社 1980
- 『マッキンゼー成熟期の成長戦略』編著 プレジデント社 1981
- 『ストラテジックマインド 変革期の企業戦略論』田口統吾,湯沢章伍訳 プレジデント社 1984　のち新潮文庫
- 『トライアド・パワー 三大戦略地域を制す』講談社 1985　のち文庫
- 『大前研一の新・国富論』講談社、1986年10月20日。NDLJP:12241229。のち文庫
- 『世界が見える/日本が見える』講談社 1986　のち文庫
- 『大前研一の日本企業生き残り戦略』プレジデント社 1987　のち新潮文庫
- 『日本経済に斬りこむ』文芸春秋 1987
- 『遊び心』学習研究社 1988　のち新潮文庫
- 『地球時代の新視点』プレジデント社 1989　のち新潮文庫
- 『平成維新』講談社 1989　のち文庫
- 『ボーダレス・ワールド 日本語版』田口統吾訳 プレジデント社 1990　のち新潮文庫
- 『生活者革命 国家主義の終焉』日本放送出版協会 1991　のち新潮文庫
- 『世界の見方・考え方 The Japanism』講談社 1991　のち文庫
- 『平成維新 part 2』講談社 1992　のち文庫
- 『マッキンゼーボーダレス時代の経営戦略』編著 プレジデント社 1992
- 『新・大前研一レポート』講談社 1993
- 『理想の国 内向き、下向き、後ろ向き政治への訣別』ジャパンタイムズ 1993
- 『異端者の時代 現代経営考』マネジメント社 1994
- 『平成官僚論』小学館 1994
- 『インターネット革命』プレジデント社 1995
- 『大前研一敗戦記』文芸春秋 1995
- 『「金融」危機からの再生 日本的システムは対応できるか』プレジデント社 1995
- 『生活者たちの反乱 平成立法講座』小学館 1995
- 『地域国家論 新しい繁栄を求めて』山岡洋一,仁平和夫訳 講談社 1995
- 『柔らかい発想 この人たちから学んだこと』イースト・プレス 1995　のちＰＨＰ文庫
- 『アジア連邦の世紀 日本がアジアで成功する10の法則』小学館 1996
- 『親が反対しても、子どもはやる 新・家族論』ジャパンタイムズ 1996　のちＰＨＰ文庫
- 『さあ、やりなおそう!』小学館 1996
- 『税金って何だろう 哲学のない税制が日本をダメにする』ダイヤモンド社 1996
- 『「知」のネットワーク 時代を動かす力』イースト・プレス 1996　のちＰＨＰ文庫
- 『「国家」の限界が見えてきた。 インターネット社会の「国家」と「個人」』一新塾共編 ダイヤモンド社 1997
- 『時代の交代世代の交代』PHP研究所 1997
- 『デジタル革命とニュービジネス』アタッカーズ・ビジネススクール共編著 プレジデント社 1997
- 『もう騙されないぞ! 本当の問題の読み方』青春出版社 1997
- 『大前研一のガラガラポン』テレビ東京制作スタッフ共著 フォレスト出版 1998
- 『変わる世界変われ日本! これが経済再浮上の条件だ』PHP研究所 1998
- 『日本再建へのシナリオ グローバル・スタンダードへの大転換』一新塾共編 ダイヤモンド社 1998
- 『21世紀維新 栄える国と人のかたち』文春新書　1999
- 『新しい日本をつくるために私ができることあなたができること』一新塾共編 ダイヤモンド社 1999
- 『大前研一のアタッカーズ・ビジネススクール 起業家スキルと事業アイデア養成講座 pt.3』プレジデント社 1999
- 『サラリーマン・サバイバル』小学館 1999　のち文庫
- 『「一人勝ち」の経済学 選択をやめた日本人』光文社 1999
- 『Re-Boot! ゼロからの出発 日本のエスタブリッシュメントはなぜ崩壊したか』大前・アンド・アソシエーツ共著 PHP研究所 2000
- 『サラリーマン・リカバリー』小学館 2000
- 『ドットコム・ショック 新旧交代の経済学』小学館 2000
- 『eブレークスルー』テレビ東京「大前研一のガラポン2001!!」共著 ダイヤモンド社 2001
- 『大前研一「新・資本論」 見えない経済大陸へ挑む』吉良直人訳 東洋経済新報社 2001
- 『やりたいことは全部やれ!』講談社 2001　のち文庫
- 『サラリーマンIT道場』小学館 2002
- 『新・ビジネス思考 ボンド大学・BBT MBAプログラム』編著 PHP研究所 実践!MBAトレーニング 2002
- 『チャイナ・インパクト』講談社 2002
- 『中華連邦 台湾から明日の中国が見える』PHP研究所 2002
- 『中国シフト』小学館 2002
- 『なぜあなたはやらないのか 異端起業家になる』小学館文庫 2002
- 『ビジネス・ウエポン 生き残りたいサラリーマンのための発想術』小学館 2002
- 『大前研一のアントレプレナー育成講座 アタッカーズ・ビジネススクール』ほか編著 プレジデント社 2003
- 『質問する力』文藝春秋 2003　のち文庫
- 『ドットコム仕事術』小学館 2003　のち文庫
- 『50代からの選択 ビジネスマンは人生の後半にどう備えるべきか』集英社 2004　のち文庫
- 『考える技術』講談社 2004　のち文庫
- 『日本の真実』小学館 2004
- 『遊ぶ奴ほどよくデキる!』小学館 2005　のち文庫
- 『ザ・プロフェッショナル 21世紀をいかに生き抜くか』ダイヤモンド社 2005
- 『東欧チャンス pathfinder 5』小学館 2005
- 『ニュービジネス活眼塾 アタッカーズ・ビジネススクール講義録』プレジデント社 2005
- 『私はこうして発想する』文藝春秋 2005　のち文庫
- 『新・経済原論 世界経済は新しい舞台へ』吉良直人訳 東洋経済新報社 2006
- 『即戦力の磨き方 下剋上の時代を生き抜く』PHPビジネス新書 2006
- 『旅の極意、人生の極意』講談社 2006
- 『「ベンチャー起業」実戦教本 決定版!』アタッカーズ・ビジネススクール共編著 プレジデント社 2006
- 『ロウアーミドルの衝撃』講談社 2006
- 『大前研一戦略論 戦略コンセプトの原点』吉良直人訳 ダイヤモンド社 2007
- 『大前流心理経済学 貯めるな使え!』講談社 2007
- 『ビジネス力の磨き方 大チャンス到来!』PHPビジネス新書 2007
- 『マネーハザード金言集 お金と人生の本質 大前研一通信・特別保存版』ビジネス・ブレークスルー出版 2007
- 『サラリーマン「再起動」マニュアル』小学館 2008
- 『社会を生き抜くための知的武装金言集 ビジネス・サバイバル 大前研一通信・特別保存版 part.2』ビジネス・ブレークスルー出版 2008
- 『ロシア・ショック』講談社 2008
- 『大前の頭脳 「産業突然死」時代を生き抜く知恵』日経BP社 2009
- 『最強国家ニッポンの設計図 ザ・ブレイン・ジャパン建白』小学館 2009
- 『さらばアメリカ』小学館 2009
- 『衝撃! EUパワー 世界最大「超国家」の誕生』朝日新聞出版 2009
- 『「知の衰退」からいかに脱出するか? そうだ!僕はユニークな生き方をしよう!!』光文社 2009　のち知恵の森文庫
- 『パスファインダー 道なき道を切り拓く先駆者たれ!! 大前研一通信・特別保存版 part.3』ビジネス・ブレークスルー出版 2009
- 『マネー力 資産運用力を磨くのはいまがチャンス!』PHPビジネス新書 2009
- 『大前研一の新しい資本主義の論点 「ニュー・ノーマル」という秩序の登場』編著 DIAMONDハーバード・ビジネス・レビュー編集部訳 ダイヤモンド社 2010
- 『慧眼 問題を解決する思考 大前研一通信・特別保存版 part.4』ビジネス・ブレークスルー出版 2010
- 『民の見えざる手 デフレ不況時代の新・国富論』小学館 2010　のち文庫
- 『大前研一洞察力の原点 プロフェッショナルに贈る言葉』日経BP社 2011
- 『お金の流れが変わった! 新興国が動かす世界経済の新ルール』PHP新書 2011
- 『警告 目覚めよ!日本 大前研一通信・特別保存版 part.5』ビジネス・ブレークスルー出版 2011
- 『訣別 大前研一の新・国家戦略論』朝日新聞出版 2011
- 『日本復興計画』文藝春秋 2011
- 『「リーダーの条件」が変わった 「危機の時代」を乗り越える新しい統率力』小学館101新書 2011
- 『大前家の子育て 「一生食べていける力」がつく』PHP文庫 2012
- 『原発再稼働最後の条件 「福島第一」事故検証プロジェクト最終報告書』小学館 2012
- 『進化する教育 あなたの脳力は進化する!』ビジネス・ブレークスルー出版 2012
- 『稼ぐ力 「仕事がなくなる」時代の新しい働き方』小学館 2013
- 『クオリティ国家という戦略：これが日本の生きる道』小学館 2013
- 『挑戦：新たなる繁栄を切り開け！』ビジネス・ブレークスルー出版 2013
- 『日本の論点』プレジデント社 2013
- 『低欲望社会：「大志なき時代」の新・国富論』小学館 2015 のち小学館新書 2016
- 『「0から1」の発想術』小学館 2016　のち改題『発想力：「0から1」を生み出す15の方法』小学館新書 2018
- 『ニュースで学べない日本経済』KADOKAWA 2016
- 『「老後不安不況」を吹き飛ばせ！：「失われた25年」の正体と具体的処方箋』PHPビジネス新書 2017
- 『マネーはこれからどこへ向かうか：「グローバル経済VS国家主義」がもたらす危機』KADOKAWA 2017
- 『デジタルネイティブ人材の育て方』プレジデント社 2017
- 『デジタル・ディスラプション時代の生き残り方』プレジデント社 2018
- 『個人が企業を強くする：「エクセレント・パーソン」になるための働き方』小学館 2018
- 『新しい消費者：ネットを味方にできないビジネスは消滅する』プレジデント社 2018
- 『デジタルシフト革命：アマゾン、グーグルも実践「ゼロからイチ」を生み出す「11」の発想法』プレジデント社 2018

### 共著
- 『マッキンゼー成熟期の差別化戦略』若松茂美共編著 プレジデント社 1982
- 『日本電気の総合研究 日本のエクセレント・カンパニー』他著 プレジデント社 1984
- 『マッキンゼー:変革期の体質転換戦略』千種忠昭共編著（プレジデント社 1985）
- 『証券・金融市場改革 利用者の立場に立った 東京市場が世界の仲間入りをするために』丸山嘉浩共著 プレジデント社 1991
- 『激論日本大改造案 いま、平成維新のときだ』田原総一朗共著 徳間書店 1992
- 『アジア人と日本人 マハティールマレーシア首相との対話』小学館 1994
- 『うろたえるな、日本 アジアから見た日米関係』ビル・トッテン共著 徳間書店 1994
- 『アジア合州国の誕生 世界経済に地殻変動を起こす新しい力学』織山和久共著 ダイヤモンド社 1995
- 『熱論合州国家・日本 :21世紀の国のかたち繁栄のかたち』平松守彦,江口克彦共著 PHP研究所 1998
- 『感動経営学 ヴィーナスフォート誕生秘話』宮本雅史共著 小学館 1999
- 『「勝ち組」の構想力 21世紀、われわれはいかに富を創出するか』田原総一朗共著 PHP研究所 2001
- 『実戦!問題解決法』齋藤顯一共著 小学館 2003　のち文庫
- 『「茹で蛙」国家日本の末路 日本が元気になる最後の一手』田原総一朗共著 ビジネス社 2003
- 『時間とムダの科学 仕事の半分は「見せかけ」! なぜか結果が出る人の24時間』ほか著 プレジデント社 2005
- 『グローバルリーダーの条件 次はあなたの番だ!』船川淳志共著 PHP研究所 2009
- 『この国を出よ』柳井正共著 小学館 2010　のち文庫
- 『大前研一と考える「営業」学 営業こそプロフェッショナルを目指せ』編著 斎藤顕一,須藤実和,川上真史,後正武共著 ダイヤモンド社 2011

### 翻訳
- T.R.ブレークスリー『右脳革命 創造力活性化の決め手』訳編 プレジデント社 1981　のち新潮文庫
- T.J.ピーターズ, R.H.ウォータマン『エクセレント・カンパニー 超優良企業の条件』講談社 1983　のち文庫
- ハーベイ・ブライトマン『戦略思考学 創造的問題解決の手法』監訳 プレジデント社 1983
- T.J.ピーターズ, N.K.オースティン『エクセレント・リーダー 超優良企業への情熱』講談社 1985　のち文庫
- D.K.クリフォード, R.E.キャバナー『ウイニング・パフォーマンス 勝利企業の条件』プレジデント社 1986
- リチャード・フォスター『イノベーション 限界突破の経営戦略』ティビーエス・ブリタニカ 1987
- アナリー・サクセニアン『現代の二都物語 なぜシリコンバレーは復活し、ボストン・ルート128は沈んだか』講談社 1995
- アール・ウッズ、ピート・マクダニエル『タイガー・ウッズ父子のゴルフ&教育革命』監訳 小学館 1997
- トーマス・R.ブレークスリー『あなたの右脳が全開する!』訳編 三笠書房 2003
- ダニエル・ピンク『ハイ・コンセプト 「新しいこと」を考え出す人の時代』三笠書房 2006
- ダニエル・ピンク『モチベーション3.0 持続する「やる気!」をいかに引き出すか』講談社 2010

### テレビ出演
- 大前研一の頑張れ、日本!!（テレビ東京系列、2000年1月8日 - 3月25日）
- 大前研一のガラポン（テレビ東京系列、2000年4月1日 - 2001年3月31日）